# Cophyla tetra
Il cofilino arboricolo dalle quattro macchie (Cophyla tetra Andreone, Fenolio & Walvoord, 2003) è una rana della famiglia Microhylidae, endemica del Madagascar.

## Descrizione

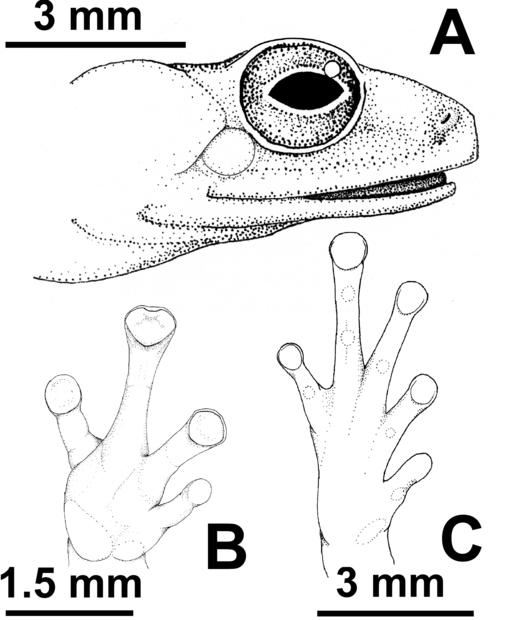

Lunga appena 18 mm, P. tetra è una delle rane microilide più piccole del Madagascar.

## Biologia
È una specie arboricola, il cui ciclo vitale è legato agli alberi di Pandanus.

## Distribuzione e habitat

Areale

L'areale di C. tetra è circoscritto al Madagascar nord-orientale.
Il suo habitat tipico è la foresta pluviale di media altitudine, da 600 a 1.250 m s.l.m., ma è stata segnalato anche in habitat di foresta degradata, purché in presenza di Pandanus spp.